# Arnold Gijsels van Lier

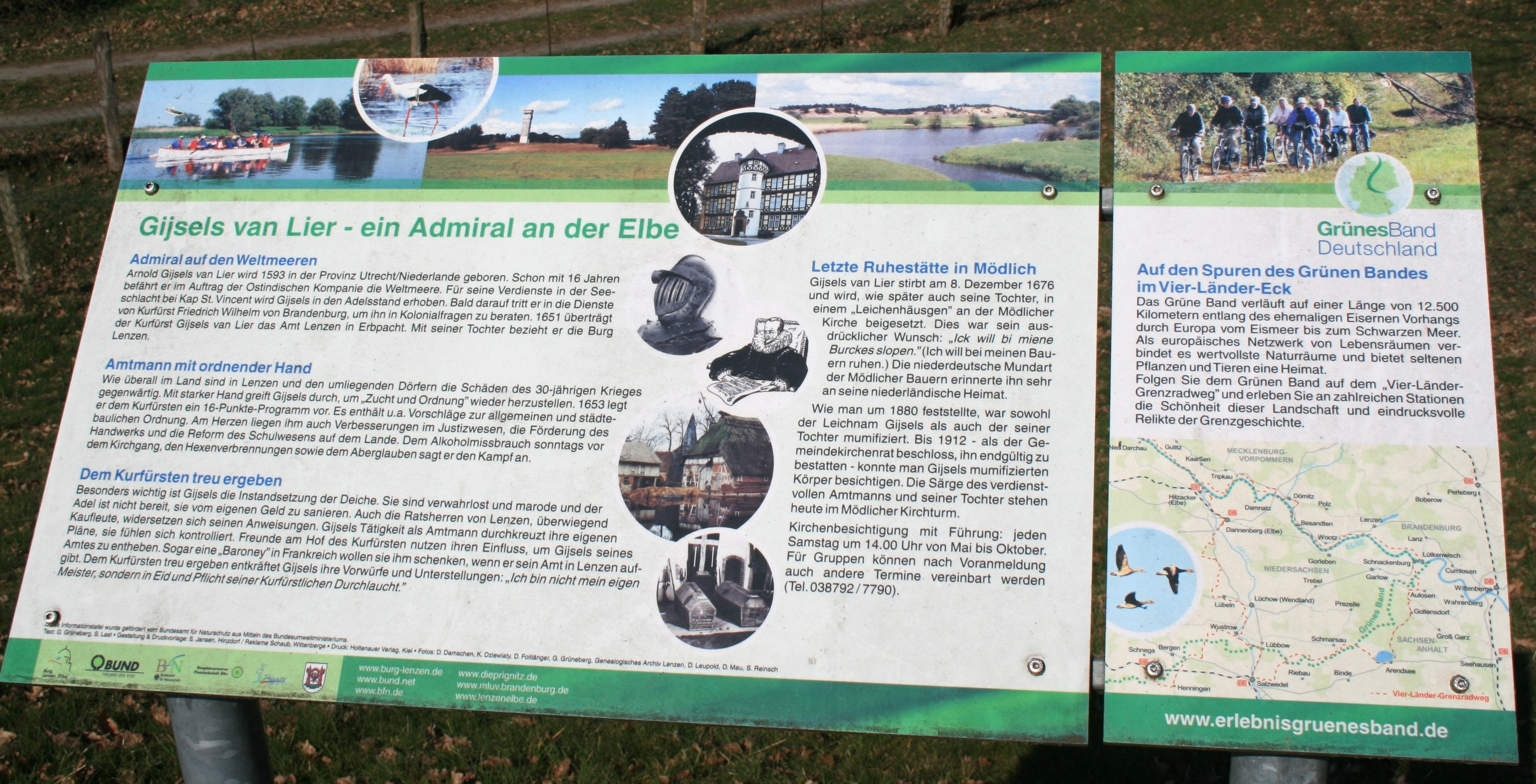
Hinweistafel auf dem Elbdeich vor der Dorfkirche Mödlich

Arnold Gijsels van Lier (* 1593 in IJsselstein, Niederlande; † 8. Dezember 1676 in Lenzen (Elbe)), auch in den Schreibweisen Aernoult,  Artus, Gysels und van Lyr zu finden, war ein niederländischer Admiral und Gouverneur, der sich als Amtmann um die wirtschaftliche Entwicklung der Stadt Lenzen und um den Deichbau in der Elbtalaue verdient machte.

## Leben

### Karriere in Ostindien
Als 16-Jähriger trat er in den Dienst der Ostindischen Kompanie und wurde auf der Insel Ambon stationiert. Da stieg er bald zum Oberkaufman auf. Zu dieser Zeit verfolgte die VOC auf den Molukken eine immer schärfere Politik, um ein Monopol auf die von Ambon und Banda produzierten Gewürznelken und Muskatnüsse zu erhalten. Gijsels war ein erbitterter Gegner dieser Politik. Als er 1620 in die Niederlande zurückkehrte, verfasste er mehrere Berichte, in denen er nicht nur die Region detailliert beschrieb, sondern auch die Art und Weise, wie die VOC versuchte, alle Händler von außen fernzuhalten, heftig kritisierte.
Nach einem Aufenthalt in den Niederlanden kehrte er 1629 in den Dienst der VOC zurück und übernahm 1631 das Amt des Gouverneurs von Ambon. Unter den christlichen Untertanen der VOC in Ambon wurde er als guter Gouverneur wahrgenommen. In den Gebieten, die die VOC nicht direkt kontrollierte, wurde er jedoch paradoxerweise zu einem äußerst scharfen Verfechter der Monopolpolitik, die er selbst einst so heftig kritisiert hatte. Mit europäischen und einheimischen Truppen setzte er alles daran, den Nelkenanbau und die Nahrungsmittelproduktion in den Gebieten zu zerstören, die nicht mit dem Monopol der VOC kooperierten. Sein Nachfolger bezeichnete die Gouverneurszeit von Gijsels daher als einen „Krieg gegen die Bäume“. Gijsels führte ein umfangreiches, reich mit Zeichnungen illustriertes Archiv über seine Feldzüge, das heute in der Badischen Landesbibliothek aufbewahrt und seit 2024 digital bereitgestellt wird.

### Zurück nach Europa
Im Jahr 1637 kehrte Gijsels nach Europa zurück. In 1641 befehligte er eine holländische Flotte, die zur Unterstützung der Portugiesen ausgesandt worden war, und behauptete sich am 5. November 1641 in einer Seeschlacht am Kap St. Vincent gegen eine Übermacht der spanischen Armada. Für diesen Erfolg wurde er in den Adelsstand erhoben.
Nach der Rückkehr in seine Heimat wurde Gijsels van Lier jedoch eine weitere Karriere in der Marine verwehrt. Die Gründe dafür liegen im Dunkeln. Stattdessen sandte ihn Prinz Friedrich Heinrich von Oranien an seinen Schwiegersohn, den „Großen Kurfürsten“ Friedrich Wilhelm von Brandenburg, der ihn als Berater in Kolonialfragen einstellen wollte. Die Pläne zum Aufbau einer Reichsflotte zur Kolonialisierung wurden aber nicht umgesetzt, so dass Friedrich Wilhelm eine alternative Aufgabe für Gijsels van Lier suchte.

## Amtmann von Lenzen
1651 wurde Gijsels van Lier als Geheimer Rat das Amt Lenzen an der Elbe in Erbpacht zuerkannt, das er von den Folgen des Dreißigjährigen Krieges befreien sollte. Der mittlerweile verwitwete Admiral bezog mit seiner Tochter die Burg Lenzen. Am 22. Oktober 1653 stellte Gijsels van Lier dem Kurfürsten in einem Brief ein 16-Punkte-Programm vor, mit dem er „Zucht und Ordnung“ wiederherstellen wollte. Tatsächlich handelte es sich um einen Plan, der wichtige Impulse zur Wirtschaftsförderung, Stadtplanung und -entwicklung, Gesundheitsvorsorge, Bildungsförderung und vor allem zum Deichbau gab.
Viele der Vorschläge Gijsels van Liers wurden umgesetzt, was zum wirtschaftlichen Aufschwung der Stadt Lenzen beitrug. Bis heute sichtbare Erfolge seiner Amtszeit sind die Anlegung der relativ breiten und geradlinigen Hamburger Straße und der Neustadtstraße sowie das heutige Deichsystem mit dem Elbdeich, dem Achter- und dem Praggerdeich.
Gijsels van Lier wollte nicht in Lenzen beerdigt werden, sondern im nahegelegenen Mödlich, wo ihn die Sprache der Bauern an seine niederländische Heimat erinnerte. An der dortigen Kirche hatte er sich zu Lebzeiten ein „Leichenhäusgen“ errichten lassen, in dem er und später auch seine Tochter bestattet wurden. Die beiden Körper blieben, obwohl nicht balsamiert, in der Familiengruft lange als Mumien erhalten. Beim durch Schneeschmelze ausgelösten Elbhochwasser im März 1888 schwammen die Särge lange im Wasser und der Zustand der Mumien verschlechterte sich. In einem Gottesdienst in der Mödlicher Kirche am 12. Dezember 1912 fand 236 Jahre nach seinem Tod eine erneute Beisetzung Gijsels van Liers statt.

## Der „16-Punkte-Plan“
Unter anderem schlug Gijsels van Lier in seinem Brief an den Großen Kurfürsten vor, alle durch Feuer vernichteten Häuser durch eine ordnende Hand wieder aufzubauen, anstatt dass die Einwohner notdürftige Schuppen aus den verkohlen Balken und Brettern dort aufstellten, wo gerade Platz war: 

„Der Rat der Stadt hat ohn Beschwerd jemand zu deputieren, der die Aufsicht über den Häuserbau führet und bei dem sich jeder, so bauen will, anmelden möchte, damit die Häuser nicht so schändlich, wie an etzlichen Orten dieses Städtleins geschehen, hinfüro gebauet werden. Eines Städtleins bester Zierrat ist, wenn die Häuser fein gleichförmig und proportionaliter stehen.“

Auch die hygienischen Umstände jener Zeit wollte er verbessern: 

„Zum Spott der fremden Leute und zum eigenen Nachteil liegt der Mist ellenhoch auf den Gassen, ja so hoch, daß kein Mensch zum andern kommen kann. Der Straßenmist ist von den Bürgern, soweit sich eines jeden Logement erstrecket, entweder zusammenzuschuffeln oder, weil er dem Ackerbaue sehr dienlich, auf den Acker zu fahren, und kann ich mich nicht genug wundern, weil der Acker dieses Ortes des Mistes so bedürftig ist.“

Den übermäßigen Alkoholgenuss in der Bevölkerung prangerte er an: 

„Nachdem auch der Sonntag, da er sollte gefeiert und geheiliget werden, zum überflüssigen Saufen und Schwelgen, insonderheit unter (vor) der Predigt, von vielen geschändet wird und oft große Ungelegenheit und Schlägerei entsteht, wie das eine Bürgerinne neulich am Sonntag, nachdem ihr zwei Wunden in den Kopf geschlagen, mit Schaden erfahren hat; also wollte ich hiermit erkundigt haben, ob es nicht ratsam, daß denjenigen, welche Bier oder Branntewein ausschenken, durch ein angeheftetes Mandat befohlen werde, daß sie niemand, es sei denn zur Notdurft, etwas vor geendigter Predigt verabfolget oder schenken sollten.“

Am vorhandenen Personal ließ Gijsels van Lier kein gutes Haar: 

„Es befindet sich, daß niemand der Amtsuntertanen, er sei Schulze oder Richter, weder lesen noch schreiben kann. Und obschon es in allen Ämtern dieses Ortes so zugehet, daß nach Phantasie gerichtet werde, so möchte ich unterthänigst bitten, neben dem Amtsschreiber ein paar qualifizierte Personen wählen zu können, die als Zeugen allen vorfallenden Actibus beiwohnen, damit mir niemand Böses nachreden oder sagen möge, daß ich die Leute nach meiner eigenen Phantasie richte. Möchte daher zur Rechtfertigung meines Gewissens, daß alles, was gehandelt wird, schriftlich notiert werde, damit ich es gegen Euer Kurfürstlichen Durchlaucht und jedmänniglich verantworten kann.“

Das Schulwesen in der Stadt Lenzen selbst beanstandete Gijsels van Lier nicht, wohl aber die Bildungsmöglichkeiten in den umliegenden Dörfern: 

„Weil ich gern sehen und befördern möchte, daß in jedem und insonderheit den großen Amtsdörfern Schule gehalten würde und aus jedem Hause ein Kind, insonderheit im Winter, wenn sie so groß nicht benötigt, dahingeschicket werden, erbitte ich von Eurer Kurfürstlichen Durchlaucht einen expressen Befehl, damit die Leute dasjenige um desto williger tun, zumal doch Einfältige sich einbilden, als wenn ich damit eine Neuerung machen wollte.“

Besonders am Herzen lag Gijsels van Lier der Deichbau. Anfänge des heutigen Deichsystems bestanden bereits im 11. Jahrhundert, der vorhandene Hochwasserschutz war aber während des Dreißigjährigen Krieges vollkommen zerstört worden. Zum Wiederaufbau der Deiche holte Gijsels van Lier Ansiedler aus Holland in die Lenzer Wische.
Um das städtische Wirtschaftsleben zu fördern, empfahl Gijsels van Lier die Einführung der Handweberei und brachte einen Lakenfärber aus Holland mit, um die Bevölkerung anzulernen. Weil die Stadt aber den Stadtgraben nicht räumte und damit das notwendige fließende Wasser fehlte, verliefen diese Pläne buchstäblich im Sande.

## Würdigung

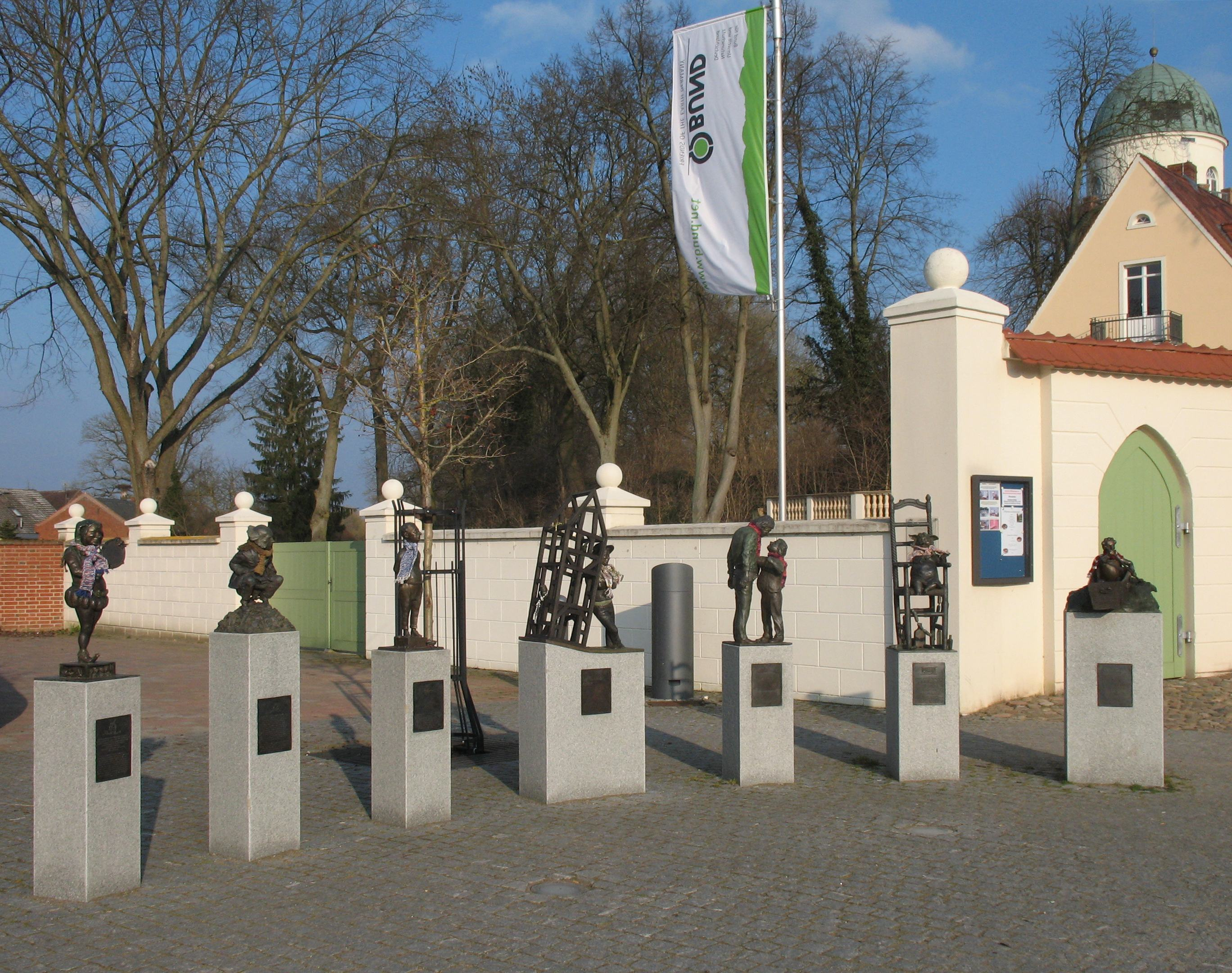
Figurengruppe „Lenzener Narrenfreiheit“

Die Grundschule in Lenzen trägt den Namen Gijsels-van-Lier-Grundschule.
Vor der Burg Lenzen entstand 2009 als abschließendes Projekt der Stadtsanierung die Figurengruppe „Lenzener Narrenfreiheit“ des Künstlers Bernd Streiter, der Skulpturen zu den Forderungen aus dem Brief Gijsels van Liers an den Großen Kurfürsten schuf. In der Burg selber wird das Wirken des Niederländers in der Ausstellung zur Stadtgeschichte Lenzens gewürdigt.